# Alvania cancellata
Alvania cancellata is een slakkensoort uit de familie van de Rissoidae. De wetenschappelijke naam van de soort is voor het eerst geldig gepubliceerd in 1778 door da Costa.